# Đức Lĩnh
Đức Lĩnh là một xã thuộc huyện Vũ Quang, tỉnh Hà Tĩnh, Việt Nam.
Xã Đức Lĩnh có diện tích 23,89 km², dân số năm 1999 là 5.485 người, mật độ dân số đạt 230 người/km².